# Sheldon B. Kopp
Sheldon Bernard Kopp (* 29. März 1929 in New York City; † 29. März 1999 im Georgetown University Hospital, Washington, D.C.) war ein US-amerikanischer Psychotherapeut, der in der Nähe von Silver Spring, Maryland, lebte. Sein Lebenswerk ist von seiner psychotherapeutischen Arbeit und seiner Tätigkeit als Autor gekennzeichnet. Seine Bücher sollten die Leser zu mehr Selbstachtung ermutigen.

## Werdegang
Kopp wurde im Stadtteil Bronx geboren und graduierte 1951 am Brooklyn College. Seinen Master erhielt er 1953, der Doktorgrad wurde ihm 1960 von der New School for Social Research verliehen. Als klinischer Psychologe wirkte er in leitender Stellung am Trenton State Hospital. 1961 wechselte er nach Washington, wo er als Chef- klinischer Psychologe in der District of Columbia Adult Mental Health Clinic praktizierte. Er führte dort unter anderem psychotherapeutische Sitzungen mit strafgefangenen Sexualstraftätern durch. Nach dieser Tätigkeit nahm er eine selbständige psychotherapeutische Tätigkeit in seiner eigenen Praxis auf.

## Autorentätigkeit
Sheldon B. Kopp schrieb 17 Bücher und zahlreiche Fachartikel. Seine Artikel wurden in den Fachmagazinen Psychiatric Quarterly, Psychology Today und Psychological Perspectives publiziert. 
Eines seiner bekanntesten Bücher trägt den Titel „Triffst du Buddha unterwegs ...“ (Original: If you meet Buddha on the road, kill him! erschienen 1972). In diesem Buch analysiert er Wege von Menschen, die Bedeutung und Wert in sich selbst finden wollen, und verbindet dabei alte Weisheitslehren wie den Zen-Buddhismus mit moderner Psychotherapie.

### DerEschatologische Waschzettel
Sheldon B. Kopp ist auch bekannt für seinen Eschatologischen Waschzettel, einen Auszug aus dem Register der 927 [...] ewigen Wahrheiten, der am Ende des 1972 / 1976 erschienenen Buches veröffentlicht ist. In dem Text steht beispielsweise: „Die Welt ist nicht gerecht. / Gut zu sein zahlt sich oft nicht aus, und es gibt keine Entschädigung für Unglück. / Du hast die Verantwortung, trotzdem dein Bestes zu geben. / Alle wichtigen Entscheidungen müssen auf der Basis unzureichender Daten gefällt werden.“

## Werke
- Triffst du Buddha unterwegs ... Psychotherapie und Selbsterfahrung. Eugen Diederichs-Verlag, Köln 1976, ISBN 3-424-00585-1.
- Rollenschicksal und Freiheit. Psychotherapie als Theater. Junfermann Verlagsbuchhandlung, Paderborn 1982, ISBN 3-87387-188-2.
- Kopfunter hängend seh ich alles anders. Psychotherapie und die Kräfte des Dunkels. 5. Auflage. Eugen Diederichs-Verlag, Köln 1988, ISBN 3-424-00942-3.
- Der Taschendieb und der Heilige. Spiele der Selbsttäuschung. Eugen Diederichs-Verlag, Köln 1985, ISBN 3-424-00832-X.
- Mach Schluß mit der Unschuld. Ohne Illusionen leben. Rode und Welte, Umkirch 1986, ISBN 3-925345-00-0.
- Wieder bei Eins anfangen. Ein praktisches Handbuch für Therapeuten und Gruppenleiter. Transform-Verlag, Oldenburg 1994, ISBN 3-926692-32-4.
- Anfang und Ende sind eins. Krüger, Frankfurt am Main 1995, ISBN 3-8105-1044-0.